# جبل مرير
جبل مرير هو جبل من أعلى جبال سلسلة جبال السروات جنوب غرب شبه الجزيرة العربية ويقع في قرية آل قحطان - بني شهر شمال محافظة النماص التابعة لمنطقة عسير بحوالي 15 كيلومتر تقريباً.

## التضاريس
ترتفع أعلى قمم جبل مرير وهي قمة (الخيالين) إلى نحو 2,712 م (8,898 قدم) عن سطح البحر وهو أعلى جبال بلاد بني شهر و يعتقد البعض من الباحثين أنه أعلى جبال المملكة العربية السعودية في ظل تضارب الأرقام بين المصادر المحلية وتضاريس قوقل مع الواقع وعدم صحته ودقتها في كثير من الأحيان بالإضافة لإهمال الجهات المعنية لتضاريس جبال السروت.

## قمة الخيالين
هي أعلى قمم جبل مرير وسميت بهذا الاسم لأن من يعتليها كان يرى في حال صفاء الجو لمعان البحر الأحمر غربا و واحات بيشة شرقا وقت الشروق و الغروب

## منتزه جبل مرير
أنشأت بلدية محافظة النماص حديثا منتزه جبل مرير حيث شمله مرور الطريق السياحي المار على أشعاف جبال محافظة النماص وتم ترصيفة ووفرت البلدية بعض الألعاب والجلسات العامة ويتميز جبل مرير بالكبر وكثافة الغابات من أشجار العرعر وغيرها، ويتميز بالطبيعة الخلابة البكر وكان مرتع للحيوانات العربية كالنمر العربي والضبع والذئب و الوعل العربي وغيرها من الحيوانات المهددة بالانقراض ولكن هذه الطبيعة البكر سواء من حيوانات أو من غابات أصبحت مهددة بفعل الإنسان وبسبب اهمال الجهات المسؤوله من البلدية ووزارة البيئة والمياه والزراعة والهيئة السعودية للحياة الفطرية بسبب هذه المنتزهات اللتي لم تراعِ ولم تهتم بهذه البيئة النادرة من حيث قطع الاشجار وعدم الاهتمام بالنظافة الدورية، فغابات العرعر الكثيفة البكر (اللتي كانت أعراف ومواثيق قبائل المنطقة تمنع الاحتطاب منها في ماضي الزمان) أصبحت مهددة الآن بالتلوث والانقراض

## معرض الصور

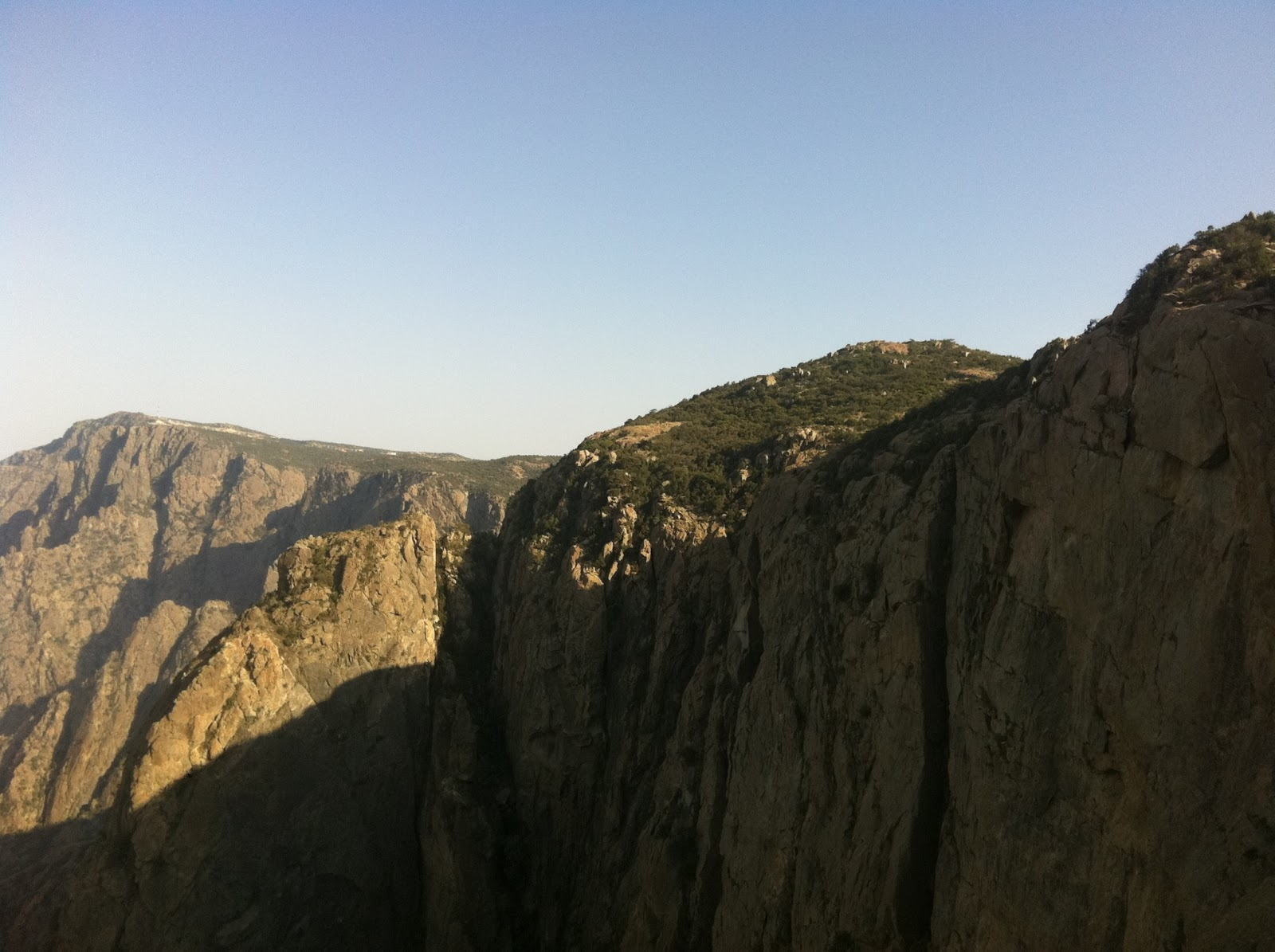
جبل مرير - قمة الخيالين

## وصلات خارجية
- الجمعية الجغرافية السعودية
- أطلس المملكة العربية السعودية